# Violetta Kiss
Violetta Nikolaevna Kiss (Yaroslavl, 22 de junio de 1925-Moscú, 9 de enero de 1994) fue una acróbata, malabarista, directora y profesora de circo soviética, reconocida como Artista de Honor de la RSFSR en1972.

## Trayectoria
Perteneció a la dinastía circense Kiss, en la que destacaron su abuelo Alexander Henrikhovich Kiss, que trabajó desde finales de la década de 1890, y su padre Nikolai Alexandrovich Kiss, desde 1907. Su madre era Emma Alexandrovna Ciniselli, de la dinastía circense Ciniselli.
Empezó a actuar en el circo con 7 años, participando en números acrobáticos. Desde 1939 actuó a dúo con su hermano, Alexander Nikolayevich Kiss, reconocido como Artista del Pueblo de la RSFSR. Recibieron reconocimiento mundial y marcaron un impacto significativo en el desarrollo del malabarismo circense. Sus números se caracterizaron por usar escenas cotidianas entre hermanos. Más adelante, añadieron música y Nikolaevna, quien había estudiado música, tocaba el saxofón. Las acrobacias que realizaban siguen siendo una hazaña difícil de emular. Nikolaevna también tocó en diferentes orquestas de circo.
Después de treinta años de actuación, abandonó los escenarios en 1966. Planeaba convertirse en directora de circo, pero por consejo de A. Voloshin, director de la Escuela Estatal de Circo y Arte de Variedades, pasó al puesto de directora docente. Se dedicó a la actividad pedagógica durante más de quince años, siendo profesora de malabaristas como Sergey Ignatov, Nikolai Kiss o  Andrei Popov.
Se graduó en la facultad de estudios teatrales del Instituto Ruso de Arte Teatral (GITIS) en 1977.

## Reconocimientos
En 1969, el dúo fue el ganador del Concurso Internacional de Malabarismo Enrico Rastelli en Bérgamo.